# Diecéze lausannsko-ženevsko-fribourská
Diecéze lausannsko-ženevsko-fribourská (latinsky: Dioecesis Lausannensis, Genevensis, et Friburgensis) je římskokatolická diecéze ve Švýcarsku bezprostředně podřízená Sv. Stolci. Její katedrálou je kostel sv. Mikuláše ve Fribourgu, bývalými katedrálami katedrála Notre-Dame v Lausanne a Katedrála svatého Petra v Ženevě. Diecéze zahrnuje následující švýcarské kantony:
- Vaud (s výjimkou okresu Aigle, který náleží pod správu územního opatství St. Maurice),
- Ženeva,
- Fribourg
- Neuchâtel.

Kantonům odpovídají jednotlivé vikariáty diecéze, k nimž se počítá biskupský vikariát pro německy mluvící obyvatelstvo.

## Historie
Diecéze Lausanne vznikla v roce 581, kdy biskup Marius z Avenches přesunul sídlo biskupa z Avenches do Lausanne a až do roku 1801 byla sufragánním biskupstvím arcidiecéze besançonské (pak bezprostředně podřízena Sv. Stolci). V roce 1825 k ní byl přičleněn i ženevský kanton a s ním i část diecéze diecéze Annecy (až do reformace diecéze ženevská) ležící ve Švýcarsku, a diecéze se začala nazývat lausannsko-ženevská. V roce 1924 se sídlem diecéze stal Fribourg a dostala své aktuální jméno.

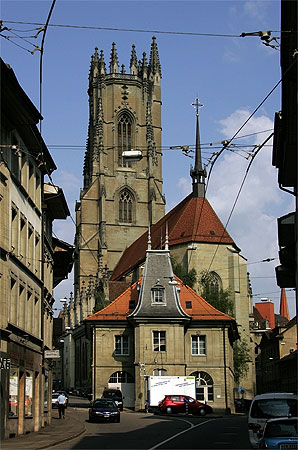
Katedrála sv. Mikuláše ve Fribourgu